# Udvardya
Udvardya is een geslacht van spinnen uit de familie springspinnen (Salticidae). De typesoort van het geslacht is Udvardya elegans. 

## Soorten
De volgende soorten zijn bij het geslacht ingedeeld:
- Udvardya elegans (Szombathy, 1915)